# 巴倫 (密蘇里州)
巴倫（英語：Barren）是位於美國密蘇里州卡特縣的鬼鎮。

## 歷史
巴倫的郵局於1887年設立，其後於1932年停運。

## 地理
巴倫所處的海拔為高於海平面141米（即463英呎），而該地所採用的時區為UTC-6，即北美中部時區（CST）。同時該地設有夏令時間，為UTC-6調快一小時，即UTC-5（CDT）。